# Rousay
Rousay es la tercera isla más grande del archipiélago de las Órcadas, en Escocia. La isla ocupa una superficie de 49 km². En el censo del 2001 se calcularon 212 habitantes. Los ingresos de la isla se basan en la agricultura, pesca, piscicultura y turismo. Hay un camino circular en torno a la isla de unos 22,5 km y la mayoría de las tierras cultivables se encuentran entre este y la línea costera.

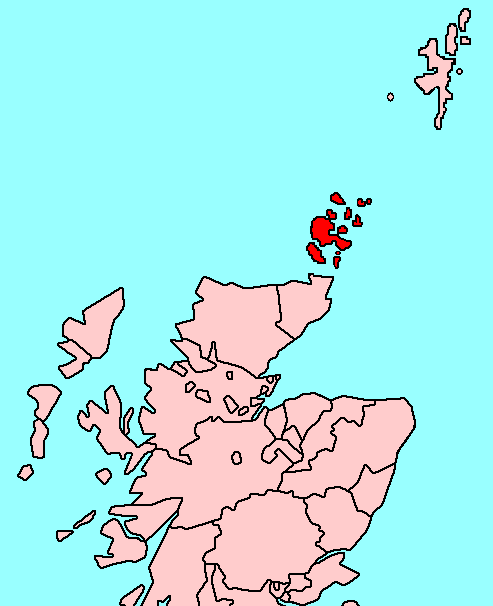
Localización del archipiélago.

## Fauna
En la isla existen importantes poblaciones de focas y nutrias. Está declarada por la Sociedad Real para la Protección de los Pájaros como «Reserva de aves», de valor ecológico.
- Datos: Q1551897
- Multimedia: Rousay / Q1551897